# Lasioglossum flavolineatum
Lasioglossum flavolineatum là một loài Hymenoptera trong họ Halictidae. Loài này được Cockerell mô tả khoa học năm 1937.